# Schläger (Sport)
Der Schläger ist bei bestimmten Ballsportarten das Gerät, um den Spielball zu bewegen. In einigen Sportarten wird er auch Racket oder Rakett genannt.
Im Einzelnen finden sich:
- Badmintonschläger beim Badminton
- Baseballschläger beim Baseball
- Cricketschläger beim Cricket
- Eishockeyschläger beim Eishockey
- Golfschläger beim Golf
- Hockeyschläger beim Hockey
- Hurley beim Hurling und Camogie
- Lacrosseschläger beim Lacrosse
- Showdownschläger beim Tischball
- Squashschläger beim Squash
- Tennisschläger beim Tennis
- Tischtennisschläger beim Tischtennis
- Poloschläger beim Polo

Ein weiterer Schläger ist etwa der historische, brettartige Schlägel.
Eine Ausnahme unter den Ballsportarten bilden Jai Alai, wo die pelota mit dem korbförmigen Cesta Punta nicht geschlagen, sondern getrieben wird, sowie Taiji Bailong Ball, in welchem der harte Ball mit dem flexibel bespannten Racket weich aufgenommen, spiralförmig umgeleitet und ggf. zurückgegeben wird.